# Robert Arboleda
Artikeln följer den spanska namnseden; faderns efternamn är Arboleda och moderns efternamn Escobar.
Robert Abel Arboleda Escobar, född 22 oktober 1991, är en ecuadoriansk fotbollsspelare som spelar för brasilianska São Paulo. Han spelar även för Ecuadors landslag.

## Klubbkarriär
I juni 2017 värvades Arboleda av brasilianska São Paulo, där han skrev på ett fyraårskontrakt. I april 2018 förlängde Arboleda sitt kontrakt i klubben fram till juni 2022. I december 2021 förlängde han sitt kontrakt fram till 2024. I april 2024 förlängde Arboleda sitt kontrakt fram till 2027.

## Landslagskarriär
Arboleda debuterade för Ecuadors landslag den 25 maj 2016 i en 1–0-förlust mot USA, där han blev inbytt i den 73:e minuten mot Gabriel Achilier. Arboleda har varit en del av Ecuadors trupp vid Copa América Centenario, 2019 och 2021.